# Embajada de Argentina en Rusia

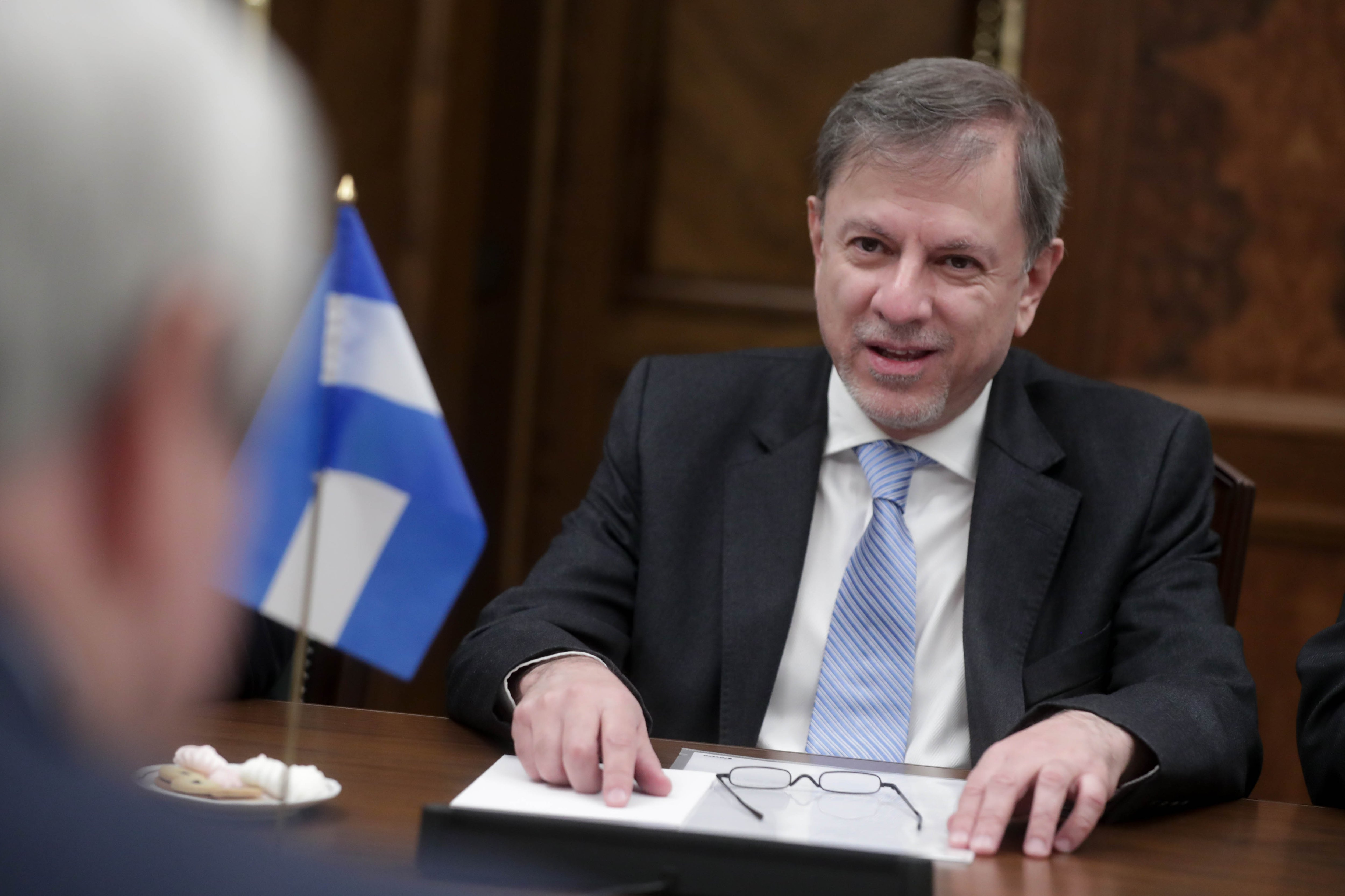
Eduardo Zuain es el actual embajador de Argentina en Rusia, nombrado por el presidente Alberto Fernández por iniciativa de Cristina Fernández de Kirchner.

La Embajada de Argentina en Rusia es la misión diplomática de la República Argentina en la Federación Rusa. Se encuentra en el número 72 de la calle Bolshaya Ordynka (del ruso: Улица Большая Ордынка, 72), en el distrito de Yakimanka, en Moscú.
El edificio, de estilo Imperio, fue concluido entre 1823 y 1824 como residencia de Nadezhda Lobanova, una comerciante. Lobanova vivió en él hasta 1835; los propietarios posteriores se dedicaban también a la actividad mercantil. La familia Pugovkin, que fue la propietaria de la casa desde 1859, alteró la fachada en consonancia con el eclecticismo de la época. 
Previamente al establecimiento, en 2007,[cita requerida] de la Embajada de Argentina, el edificio albergaba la misión diplomática de Ruanda.